# Sidi Rached
Sidi Rached è un comune dell'Algeria, situato nella provincia di Tipasa.